# William James Craig
William James Craig (Macosquin, 6 novembre 1843 – Londra, 12 dicembre 1906) è stato un editore britannico.
È stato curatore editoriale della prima edizione della raccolta di opere di William Shakespeare pubblicata dalla Oxford University Press. Lo scrittore giapponese Natsume Sōseki ha preso lezioni private da Craig.